# Łysa (Łutowiec)

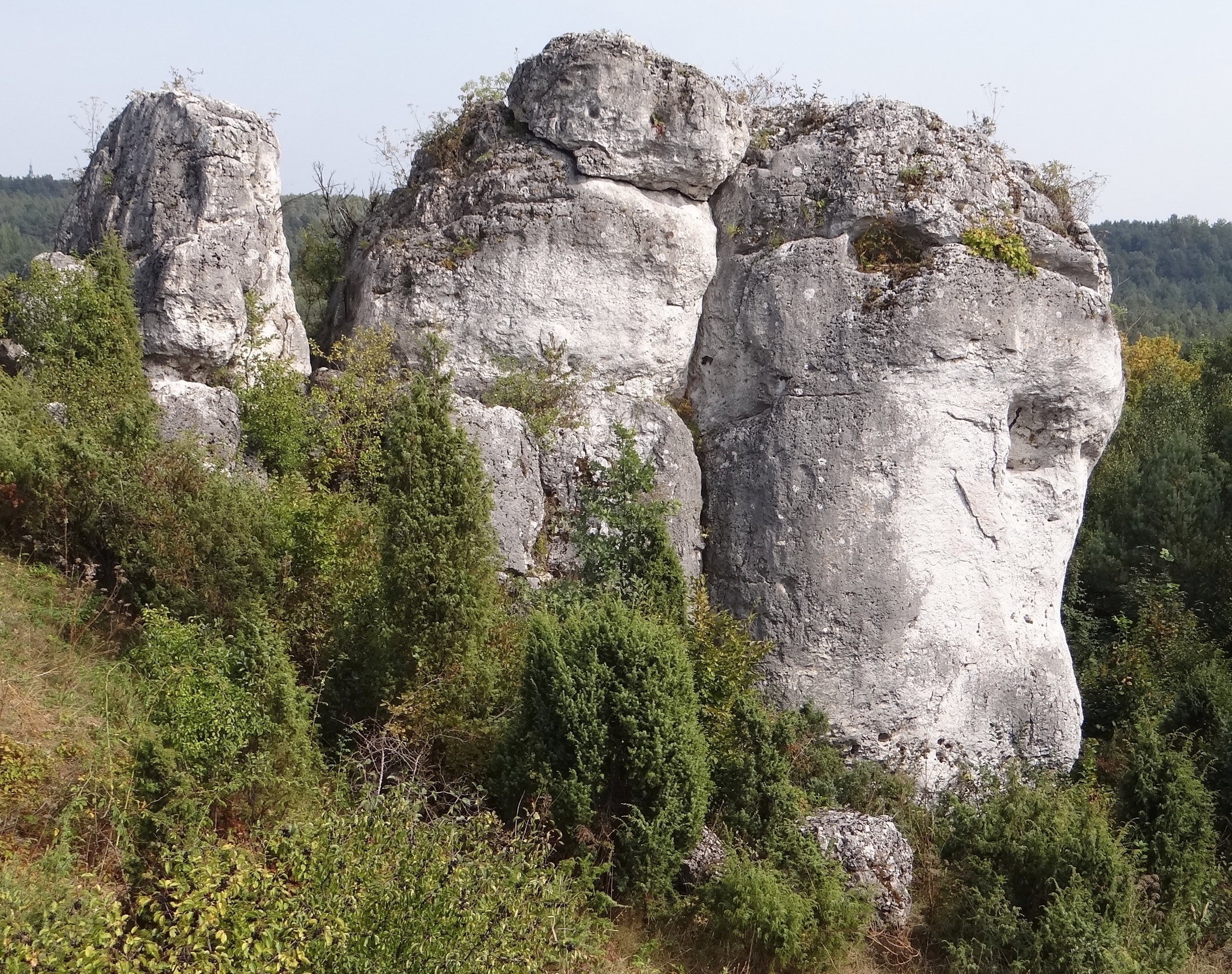
Łysa od południa

Łysa – skała we wsi Łutowiec w województwie śląskim, w powiecie myszkowskim, w gminie Niegowa. Pod względem geograficznym znajduje się na Wyżynie Mirowsko-Olsztyńskiej będącej częścią Wyżyny Krakowsko-Częstochowskiej. 
Łysa jest obiektem wspinaczki skalnej. Wraz ze Sfinksem i Pasieką tworzy grupę skał zwaną Grupą Łysej. Skały te znajdują się na granicy lasu po północnej stronie zwartych zabudowań wsi Łutowiec, w odległości około 150 m od drogi. Łysa jest najbardziej z nich wysunięta na południe i znajduje się na terenie otwartym, ale zarastającym drzewami i krzewami. Jest to wapienna skała o połogich, pionowych lub przewieszonych ścianach wysokości do 15 m. Jest na niej 5 dróg wspinaczkowych o trudności VI– VI.2 i jedna o trudności V w skali Kurtyki. Wszystkie, z wyjątkiem piątkowej, posiadają asekurację (4-5 ringów i stanowiska zjazdowe).